# Supermêlée
Supermele (fr. supermêlée) – formuła organizacji rozgrywek w petanque, najczęściej stosowana podczas sparingów lub turniejów „towarzyskich”.
Formuła supermele jest rozwinięciem systemu szwajcarskiego. Stosowany jest w przypadku rozgrywek dubletów i tripletów. Zawodnicy przypisani są przed turniejem odpowiednio do dwu lub trzech grup, najczęściej ze względu na doświadczenie ale mogą być brane pod uwagę inne cechy np. przynależność klubowa, grupa wiekowa etc. Formuła polega na losowym dobieraniu w drużyny zawodników pochodzących z różnych grup. Losowanie odbywa się po każdej rundzie. Zatem w każdej kolejnej rundzie rozgrywa się mecz w innym składzie.
Podobnym rozwiązaniem jest formuła mele (fr. mêlée). W tym jednak przypadku zawodnicy, dobrani losowo przed turniejem, grają w takim samym, niezmienianym składzie już do końca turnieju.
Rozgrywki w formule mele i supermele są szczególnie popularne w Niemczech.
Pierwszym turniejem w Polsce, który rozegrany został w tej formule był piąty Turniej Petanque o Puchar Prezydenta Katowic. W ramach organizowanych przez siebie sparingów stosuje ją również UPKS Bula-Kalonka Łódź